# Phyllomys unicolor
Phyllomys unicolor é uma espécie de roedor da família Echimyidae. Endêmica do Brasil, onde é conhecida apenas da localização-tipo em Helvécia, município de Nova Viçosa, no estado da Bahia. Popularmente é denominado de rato-da-árvore ou rato-saiuá.